# Stanislaus Achermann
Stanislaus Achermann (* 8. August 1780 in Buochs; † 14. März 1858 ebenda) war ein Schweizer Politiker. Von 1810 bis 1850 gehörte er dem Regierungsrat des Kantons Nidwalden an.

## Leben
Er war der Sohn des Leutnants und Landwirts Viktor Josef Anton Achermann und der Maria Katharina Etterlin. Nach dem Besuch der Schule wurde Achermann Landwirt und Militär.
Seine politische Karriere begann 1810 mit dem Amt eines Obervogts. Er übte in seiner langen politischen Karriere alle höchsten Ämter des Kantons Nidwalden aus. Er war Landesstatthalter (Stellvertreter des Landammanns), stillstehender Landammann, zwischen 1816 und 1847 in meist vierjährigem Turnus regierender Landammann, von 1817 bis 1832 Landeshauptmann und zwischen 1840 und 1850 Pannerherr.
Im Militär bekleidete Achermann den Rang des Landesmajors. Er heiratete am 10. Juni 1805 in Sachseln Elisabeth von Flüh, eine Nachfahrin von Niklaus von Flüe. Aus dieser Ehe stammen sechs Töchter und drei Söhne. Während die beiden ältesten Söhne eine Militärkarriere einschlugen, war sein jüngster Sohn Franz Achermann ebenfalls Regierungsrat.